# Afro-Russes
Ne doit pas être confondu avec Russes noirs ou Black Russian.
Les Afro-Russes, également nommés Noirs russes, ou Russes noirs, sont les citoyens de la fédération de Russie d’ascendance subsaharienne.

## Démographie
La Russie compte, au début du XXIe siècle, entre 40 000 et 70 000 Afro-Russes, personnes dont les ascendants, historiquement originaires d'Afrique noire, ont été amenés en Russie ou s'y sont installés avant le milieu du XXe siècle.

## Histoire

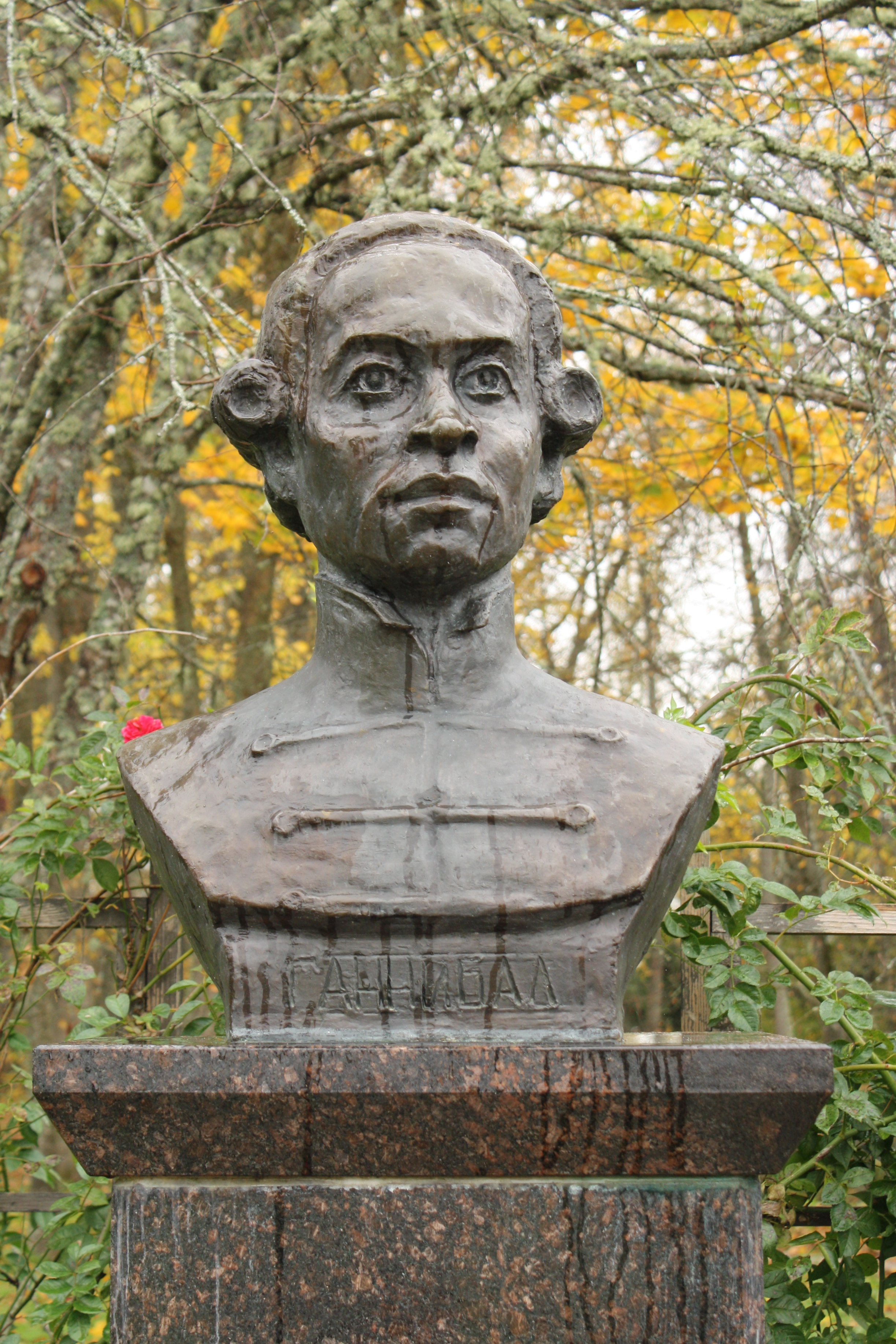
Buste de Abraham Hannibal, secrétaire personnel de l'empereur Pierre le Grand, et supposément né en 1696 en Éthiopie.

Les premiers Africains notables en Russie apparaissent au début du XVIIIe siècle sous le règne du tsar Pierre Ier de Russie.
La présence de descendants d'esclaves originaires de l'Afrique noire est attestée en Abkhazie (région partagée entre le Caucase russe et la Géorgie). Ces esclaves, dénommés Afro-Caucasiens, ont été transportés dans cette région par les Ottomans au cours du XVIIe siècle pour travailler les plantations d'agrumes ou dans les mines de charbon. Certains auraient été par la suite déplacés à Saint-Pétersbourg sous le règne de Pierre le Grand.
Au cours des années 1930, quelques centaines d'Afro-Américains, à l'instar de l'acteur Wayland Rudd, séduits par les idées du communisme soviétique, émigrèrent en URSS, avec d'autres américains, et devinrent citoyens russes,. Au début du XXIe siècle, moins de 50 descendants de ces Afro-Américains vivraient encore en Russie et entre 100 et 200 dans les anciennes républiques soviétiques. La journaliste, animatrice de télévision et actrice Afro-Russe Yelena Khanga, est une descendante de ces Afro-Américains. Sa mère, Lily Khanga (née Golden), était la fille d'un couple interracial new yorkais qui avait immigré en URSS dans les années 1930.